# All Saints (gruppo musicale)
Le All Saints sono una girl band britannica attivo, a più riprese, dal 1993.
Formato da Shaznay Lewis, Melanie Blatt e dalle sorelle canadesi Natalie e Nicole Appleton, ottengono successo tra gli anni novanta e duemila, pubblicando cinque album in studio e numerosi singoli di successo, superando i 
12 milioni di copie vendute in tutto il mondo.
Nel corso della carriera il gruppo ha ottenuto due BRIT Award su otto candidature, due MTV Europe Music Awards, e un Ivor Novello Award, esordendo sei volte alla prima posizione della classifica britannica.

## Storia
Agli inizi degli anni '90 le londinesi Shaznay Lewis e Melanie Blatt formano un duo, iniziando la loro carriera cantando come coriste per la ZTT Records vicino a All Saints Road a Londra. Nel 1993, Blatt, Lewis e la cantante Simone Rainford firmarono un contratto con la casa discografica, venendo gestite dal manager musicale delle Ron Tom, mentore anche delle Sugababes. Furono lanciate con il nome All Saints 1.9.7.5. per la prima volta sul palco del Touch Magazine al Notting Hill Carnival, promuovendo il singolo Silver Shadow che ottenne uno scarso successo commerciale. Il trio iniziò ad avere inoltre dei problemi interni per la scelta del genere musicale che le avrebbe dovute rappresentare nel mercato discografico, portando Rainford a lasciare il gruppo nel 1995, comportando la scissione del contratto per tutte e tre le ragazze con la ZTT Records.
Nel 1995 Melanie e Shaznay incontrarono Nicole Appleton (ex-compagna di scuola di Melanie), la quale entrò nella band assieme alla sorella Natalie. È così dunque che le All Saints trovano la loro forma definitiva, con Melanie e Shaznay impegnate a scrivere gran parte del materiale. Dopo essere state contattate da diverse etichette inglesi, a spuntarla è la London Records.
Le ragazze danno il via alla lavorazione del loro album di debutto, con la supervisione di Cameron McVey, già produttore di Neneh Cherry e Massive Attack. Nel 1997 pubblicano il singolo I Know Where It's at e poi il primo album omonimo All Saints, che viene anticipato dal singolo Never Ever, raggiungendo la fama mondiale, con più di 7 milioni di copie vendute. Il secondo brano estratto è la cover Under the Bridge dei Red Hot Chili Peppers.
Il successo clamoroso si trascina dietro anche le prime voci di una crisi interna. Tutto sembra montare la tensione, ma le quattro, nonostante i mormorii distruttivi, vanno avanti. Collaborano con William Orbit alla realizzazione del brano Pure Shores incluso nella colonna sonora del film The Beach con Leonardo DiCaprio e utilizzato anche come colonna sonora degli spot pubblicitari della De' Longhi. Successivamente Nicole, Natalie e Melanie recitano nel film di Dave Stewart Honest.
Nel 2000, anticipato dal singolo Black coffee, pubblicano il loro secondo album dal titolo Saints & Sinners, che include, oltre alla già citata Pure Shores, il singolo All Hooked Up. Nel 2001 i tour previsti in Giappone e Australia vengono annullati e la band si disgrega per questioni di invidia e gelosia. In particolare, Melanie e Shaznay non sopportano lo status di dive delle sorelle Natalie e Nicole, fidanzate rispettivamente con Liam Howlett dei Prodigy e Liam Gallagher degli Oasis. La rottura scatena polemiche e illazioni a non finire sui tabloid inglesi.  Le ragazze si dedicano ad altri progetti, Melanie collabora con Artful Dodger nel brano Twentyfourseven, Shaznay si dedica al cinema comparendo nel film Sognando Beckham, mentre le sorelle Appleton nel 2003 pubblicano un album con il nome Appleton dal titolo Everything's Eventual.
Nel 2006 tornano ad essere una band: dopo anni di silenzio reciproco, le quattro decidono di incontrarsi e, messe da parte le ruggini tra loro, il 24 gennaio annunciano di aver sottoscritto un contratto con la Parlophone. Tornano in studio di registrazione e nel novembre del 2006 pubblicano l'album Studio 1, trainato dal singolo Rock Steady, che entra nella Official Singles Chart al terzo posto. Il disco, che si avvale della produzione di Greg Kurstin e Rick Nowels, si rivela un insuccesso dal punto di vista commerciale. Il secondo singolo "Chick Fit", inizialmente previsto per il 26 febbraio 2007, esce solo in formato digitale. La decisione è presa dalla Parlophone a causa dei bassi numeri di vendita del disco.
Nel febbraio 2008 sul sito dell'etichetta discografica All Around the World si annuncia che le All Saints sono tornate in studio e pubblicheranno un disco entro la fine dell'anno, ma nel settembre 2008 la casa discografica nega ufficialmente di aver scritturato la band. Nel settembre 2010 esce Pure Shores: The Very Best of All Saints, il secondo best of della band. Il 25 maggio 2013 Simone Rainford muore di cancro al rene nella sua casa di Greenwich, un mese dopo il compimento dei 38 anni. Nel novembre 2013 viene confermata la notizia di una reunion temporanea della band al fine di supportare il tour dei Backstreet Boys.
Il 27 gennaio 2016 la band annuncia il ritorno sulle scene con un nuovo disco, Red Flag, che viene pubblicato l'8 aprile 2016 e debutta al terzo posto della classifica britannica degli album. Il primo singolo, One Strike, esce il 26 febbraio. A supporto del disco le All Saints si esibiscono il 4 aprile 2016 al KOKO di Londra e nell'ottobre successivo, a Newcastle upon Tyne, iniziano un tour, il primo dopo 15 anni, conclusosi a Norwich. Dal disco sono estratti due altri singoli, This Is A War e One Woman Man.
Nel marzo 2017 le All Saints annunciano di aver iniziato le registrazioni di un nuovo album. A maggio e giugno supportano i Take That durante il loro tour britannico. Il 29 maggio 2018 la band annuncia il nome del nuovo disco, Testament, che esce l'11 luglio seguente. Il primo singolo tratto dal disco è Love Lasts Forever, che viene trasmesso in anteprima su BBC Radio 2 il 31 maggio 2018.
Il 14 aprile 2020 le All Saints pubblicano una cover di Message in a Bottle, che vede la partecipazione di Sting.

## Formazione
- Melanie Blatt
- Shaznay Lewis
- Nicole Appleton
- Natalie Appleton

## Discografia

### Album in studio
- 1997 – All Saints
- 2000 – Saints & Sinners
- 2006 – Studio 1
- 2016 – Red Flag
- 2018 – Testament